# Handball-Bayernliga 1997/98
Die Handball-Bayernliga 1997/98 wurde unter dem Dach des „Bayerischen Handballverbandes“ (BHV) organisiert und ist die höchste Spielklasse des Landesverbandes Bayern. Die Bayernliga ist nach der Bundesliga, der 2. Bundesliga und der Handball-Regionalliga eine der vierthöchsten Spielklassen im deutschen Handball.

## Saisonverlauf
Die Handball-Bayernliga 1997/98 war die vierzigste Ausspielung der Handball-Bayernligasaison.

### Modus
Es wurde eine Hin- und Rückrunde gespielt. Nach Abschluss der daraus resultierenden 22 Spieltage stieg der „Bayerische Meister“ in die Regionalliga auf, während die letzten drei Mannschaften in die beiden Staffeln der Landesliga absteigen mussten. Bei Punktegleichheit war das bessere Torverhältnis ausschlaggebend. Der Modus war für Männer und Frauen gleich.

## Teilnehmer und Platzierungen
Nicht mehr dabei waren die Auf- und Absteiger der Vorsaison. Neu dabei waren ein Absteiger (A) und die Aufsteiger (N) aus den Landesligen. Im Verlaufe der Saison traten zwölf Mannschaften in der Bayernliga an.

### Abschlusstabelle
|     | Mannschaft           | Spiele | Punkte |
| --- | -------------------- | ------ | ------ |
| 1.  | TSV Unterhaching     | 22     | 31:13  |
| 2.  | TSV Friedberg        | 22     | 31:13  |
| 3.  | TSV Simbach am Inn   | 22     | 26:18  |
| 4.  | HG Ingolstadt        | 22     | 24:20  |
| 5.  | HG Rothenburg (N)    | 22     | 23:21  |
| 6.  | TVO Marktredwitz     | 22     | 23:21  |
| 7.  | TV Coburg-Neuses     | 22     | 21:23  |
| 8.  | TSV Milbertshofen    | 22     | 21:23  |
| 9.  | VfL Waldkraiburg (N) | 22     | 20:24  |
| 10. | TSV Landsberg        | 22     | 17:27  |
| 11. | TSV Aichach (N)      | 22     | 14:30  |
| 12. | BSV 98 Bayreuth (A)  | 22     | 13:31  |

Bereich des „Bayer. Handballverbandes“ (BHV)

(A) = Absteiger aus der Regionalliga Süd (N) = neu in der Liga

 Bayerischer Meister und Aufsteiger zur Regionalliga Süd 1998/99

 Für die Bayernliga  1998/99 qualifiziert

### Frauen
- Der ESV 1927 Regensburg wurde Bayerischer Meister und hat sich für die Regionalliga der Frauen 1998/99 qualifiziert.